# Dameas aus Kleitor
Dameas (altgriechisch Δαμέας Daméas) war ein griechischer Bildhauer aus der arkadischen Stadt Kleitor. Er war im späten 5. Jahrhundert v. Chr. tätig und laut Plinius ein Schüler des Polyklet, eines der bedeutendsten griechischen Bildhauer der griechischen Antike.
Als die Spartaner nach der siegreichen Schlacht bei Aigospotamoi gegen Athen im Jahr 405 v. Chr. ein Weihgeschenk in das Heiligtum von Delphi stifteten, beauftragten sie Dameas mit der Ausführung einiger der zugehörigen Statuen. So schuf er für das als Denkmal gedachte Weihgeschenk Statuen der Artemis, des Poseidon und des spartanischen Staatsmanns und Flottenkommandanten Lysander. Die Statue des Lysander wurde noch von Cicero rühmend erwähnt.
Auf der Terrasse des Apollontempels von Delphi wurde die zur Lysanderstatue gehörige Basis bei Ausgrabungen gefunden.